# Landkreuzer P. 1000 Ratte
Tank Landkreuzer P. 1000 "Ratte" (v angleščini: Land Cruiser P. 1000 "Rat") je bil (verjetno domiseln) dizajn 1000-tonskega tanka za uporabo v nacistični Nemčiji med drugo svetovno vojno, ki ga je morda predlagal Krupp režiserja Edwarda Grotte junija 1942, kateri ga je že poimenoval "Landkreuzer". Predloženi modeli in risbe vozila so šli pod imeni OKH Auftrag Nr. 30404 in E-30404/1, ki sta bila predstavljena decembra 1942. Predvideno je bilo, da bo tank tehtal 1000 ton in bo precej težji od tanka Panzer VIII "Maus", najtežjega tanka, ki je bil kadarkoli zgrajen (tehtal je 188 ton). Projekt je dobil odobritev Adolfa Hitlerja, ki je izrazil zanimanje za razvoj tanka, vendar ga je minister za oborožitev Albert Speer v začetku leta 1943 preklical.  
| Landkreuzer P. 1000 Ratte | Landkreuzer P. 1000 Ratte |
| ------------------------- | --- |
| Tip                       | Projekt super težkega tanka |
| Kraj izvora               | nacistična Nemčija |
| Zgodovina proizvodnje     | |
| Oblikovalec               | Krupp |
| Specifikacije             | |
| Masa                      | Predvideno 1,000 ton |
| Dolžina                   | 35 m (samo trup) 39 m (topovi obrnjeni naprej) |
| Širina                    | 14 m |
| Višina                    | 11 m |
| Posadka                   | 20+, Predvideno do 41 oseb |
|                           | |
| Oklep                     | 150–360 mm |
| Glavno Orožje             | 2 × 280 mm 54.5 SK C/34 |
| Druga Oborožitev          | 1 × 128 mm KwK 44 L/55 8 × 20 mm Flak38 2 × 15 mm MG 151/15 |
| Motor                     | 8 × Daimler-Benz MB501 20-valjni ladijski dizelski motorji, ali 2 × MAN V12Z32/44 24-valjna ladijska dizelska motorja 12,000 to 13,000 kW (16,000 to 17,000 hp) |
| Doseg                     | ~190 kilometrov |
| Maksimalna hitrost        | ~40 km/h (25 mph) |

## Razvoj
Zgodovina razvoja Ratte-ja je nastala s strateško študijo sovjetskih težkih tankov iz leta 1941, ki jo je izvedel Krupp, v študiji pa je tudi nastal super-težek tank Panzer VIII "Maus". Študija je privedla do predloga direktorja Kruppa (Grotte), posebnega častnika za gradnjo podmornic, ki je 23. julija 1942 Adolfu Hitlerju predlagal 1000 ton samohodnega orožja, ki ga je poimenoval "Landkreuzer" ("Land Cruiser" ). Sestavljalo ga je popolnoma gosenično podvozje, ki je imelo eno od presežkov glavnih topov, ki so ostali od načrtovane prenove bojnih ladij razreda Scharnhorst. Za zaščito te neizmerne gospodarske naložbe naj bi imel trup vozila oklep debeline do 25 centimetrov, na krovu motorja vozila pa naj bi bilo nameščenih več protiletalskih pušk, ki bi se ubranile pred zavezniškimi Jurišniki.